# Święty Walenty
Walenty z Terni lub Walenty z Rzymu (ur. ok. 175 lub 226 w Interamnie, zm. ok. 269/270 w Rzymie) – biskup i męczennik chrześcijański, święty Kościoła katolickiego i syryjskiego, wspominany też przez Kościoły starokatolickie, Kościół anglikański i luterański (LCMS).

## Życiorys
Walenty nie występuje na najwcześniejszym wykazie rzymskich męczenników, Chronografie z 354, chociaż patronem kompilacji Chronografu był zamożny rzymski chrześcijanin o imieniu Valentinus. Jednak znajduje się w Martyrologium Hieronymianum który powstał między 460 a 544 na bazie wcześniejszych lokalnych źródeł.
W źródłach takich, jak Martyrologium Rzymskie, Catholic Encyclopedia i innych postać o tym imieniu pojawia się trzykrotnie: pierwszy – jako kapłan rzymski, ścięty w czasie prześladowań chrześcijan za panowania cesarza Klaudiusza II Gockiego, drugi – jako biskup Terni koło Rzymu, przy czym obaj pochowani zostali wzdłuż Via Flaminia na zewnątrz Rzymu, w różnych odległościach od miasta. Wobec braków materiałów źródłowych potwierdzających istnienie dwóch różnych Walentych uważa się, że jest to ta sama osoba. Trzeci miał być świętym, który cierpiał tego samego dnia wraz z licznymi towarzyszami w rzymskiej prowincji Afryki, o których nic więcej nie wiadomo. Kwestią nierozstrzygniętą pozostaje to, czy kult zawędrował z Rzymu do Terni, czy odwrotnie.

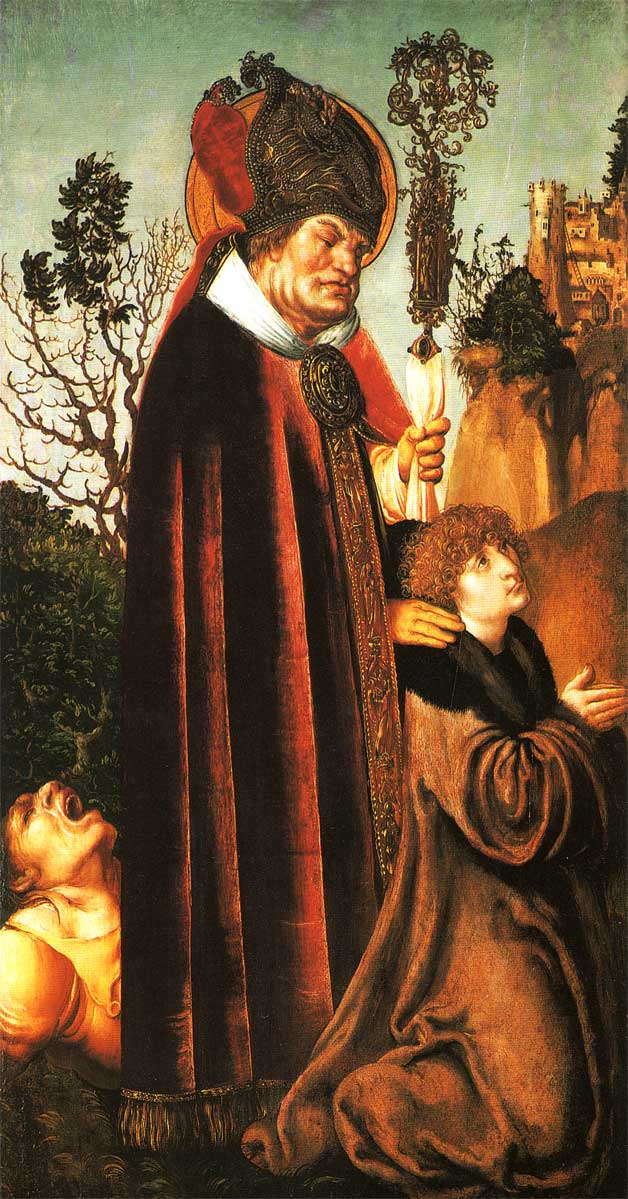
Św. Walenty, obraz Lucasa Cranacha Starszego (1502).

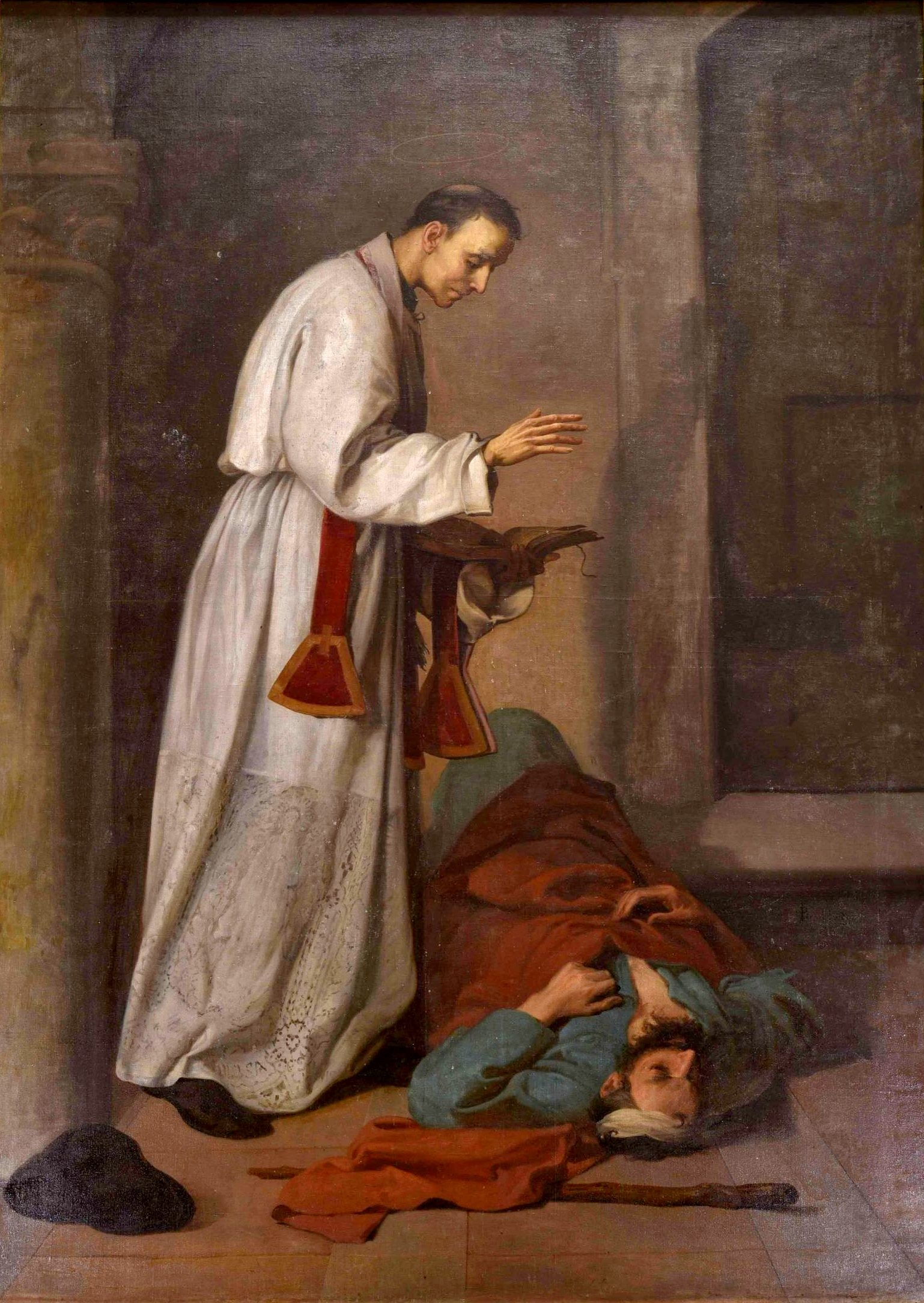
Uzdrowienie epileptyka za przyczyną św. Walentego na obrazie Józefa Buchbindera

Walenty z wykształcenia był lekarzem, z powołania duchownym. Żył w III wieku w Cesarstwie rzymskim za panowania Klaudiusza II Gockiego. Cesarz ten za namową swoich doradców zabronił młodym mężczyznom w wieku od 18 do 37 lat wchodzić w związki małżeńskie. Uważał on, że najlepszymi żołnierzami są legioniści niemający rodzin. Zakaz ten złamał biskup Walenty i błogosławił śluby młodych legionistów. Został za to wtrącony do więzienia, gdzie zakochał się w niewidomej córce swojego strażnika. Legenda mówi, że jego narzeczona pod wpływem tej miłości odzyskała wzrok. Gdy o tym dowiedział się cesarz, kazał zabić Walentego. W przeddzień egzekucji Walenty napisał list do swojej ukochanej, który podpisał: „Od Twojego Walentego”. Egzekucję wykonano 14 lutego 269 roku.
Już w IV wieku grób świętego otoczony był kultem. Papież Juliusz I wybudował nad tym grobem bazylikę, a papież Teodor I odrestaurował ją.

## Patronat
Wskutek splotu zwyczajów ludowych, folkloru i legend był uważany za obrońcę przed ciężkimi chorobami (zwłaszcza umysłowymi, nerwowymi i epilepsją), a w Stanach Zjednoczonych, Anglii i współcześnie w Polsce został uznany za patrona zakochanych.

## Dzień obchodów
Wspomnienie liturgiczne w Kościele katolickim na mocy decyzji papieża Gelazjusza I obchodzone jest od 496 roku w dniu 14 lutego, jako Dzień św. Walentego (Walentynki), aczkolwiek Paweł VI usunął Walentego z oficjalnego kalendarza liturgicznego, poświęcając 14 lutego świętym Cyrylowi i Metodemu.
14 lutego to Dzień Świętego Walentego także w Luterańskim kalendarzu świętych. Kościół anglikański umieścił go w swoich przedreformacyjnych kalendarzach i przywrócił jego wzmiankę jako biskup i męczennik w swoim Modlitewniku powszechnym, a większość prowincji Wspólnoty anglikańskiej obchodzi jego święto. Kościół rzymskokatolicki umieszcza go na swojej oficjalnej liście świętych – Martyrologium Romanum. Dzień ten był również obecny w Ogólnym kalendarzu rzymskim mając rangę święta prostego do 1955 roku, kiedy papież Pius XII zredukował wszystkie takie święta zaledwie do rangi wspomnienia w ramach innej celebracji. Rewizja Ogólnego Kalendarza Rzymskiego z 1969 r. usunęła nawet tę wzmiankę, pozostawiając ją do włączenia tylko w kalendarzach lokalnych, takich jak kalendarz Balzan (Malta). Jego upamiętnienie miało miejsce jeszcze w Mszale Rzymskim z 1962 r., a zatem jest obchodzone także przez tych, którzy w okolicznościach wskazanych w Motu proprio autorstwa Papieża Benedykta XVI z 2007 r. pt. Summorum Pontificum, korzystają z tego wydania.
Św. Walenty jest czczony także w Kościele Anglii w dniu 14 lutego.
6 lipca to data, w której Kościół prawosławny celebruje rzymskiego prezbitera Walentego; w dniu 30 lipca obchodzone jest święto hieromęczennika Walentego, biskupa Interamny. Członkowie Greckiego Kościoła Prawosławnego o imieniu Valentinos (mężczyzna) lub Valentina (kobieta) mogą obchodzić swoje imieniny w zachodnim kalendarzu kościelnym, który przypada na 14 lutego
Angielscy XVIII-wieczni antykwariusze Alban Butler i Francis Douce, zauważając niejasność tożsamości Świętego Walentego, sugerowali, że Dzień Świętego Walentego został stworzony jako próba zastąpienia pogańskiego święta Luperkalii (które przypadało w Rzymie w połowie lutego). Ten pomysł został ostatnio odrzucony przez naukowców i badaczy, takich jak profesor Jack B. Oruch z Uniwersytetu Kansas, Henry Ansgar Kelly z Uniwersytetu Kalifornijskiego oraz profesora Michaela Matthew Kaylora z Uniwersytetu Masaryka. Wiele z obecnych legend charakteryzujących Świętego Walentego zostało wymyślonych w XIV wieku w Anglii, zwłaszcza przez Geoffreya Chaucera i jego kręgu, kiedy święto 14 lutego po raz pierwszy powiązało się z miłością romantyczną.
Oruch zarzuca, że tradycje związane z „Walentynkami”, udokumentowane w poemacie Chaucera pt. Sejm ptasi' i osadzone w fikcyjnym kontekście starej tradycji, nie istniały przed Chaucerem. Twierdzi, że spekulatywne wyjaśnienie sentymentalnych obyczajów, pozujące jako fakt historyczny, wywodzi się z XVIII-wiecznych antykwariuszy, w szczególności Albana Butlera, autora Księgi Lives of the Saints, i zostało uwiecznione nawet przez szanowanych współczesnych uczonych. We francuskiej XIV-wiecznej iluminacji rękopisu z Vies des Saints, święty Walenty, biskup Terni, nadzoruje budowę swojej bazyliki w Terni; nie ma tu żadnej sugestii, że biskup był patronem zakochanych.
W średniowieczu wierzono, że ptaki łączą się w pary w połowie lutego. Było to wówczas związane z romansem Walentego. Chociaż te legendy się różnią, Walentynki są powszechnie uznawane za dzień romansu i oddania.

## Ikonografia
W ikonografii Walenty przedstawiany jest najczęściej w stroju kapłana z kielichem w lewej ręce, a z mieczem w prawej lub w stroju biskupa w momencie, gdy uzdrawia chłopca z padaczki.

## Kult św. Walentego

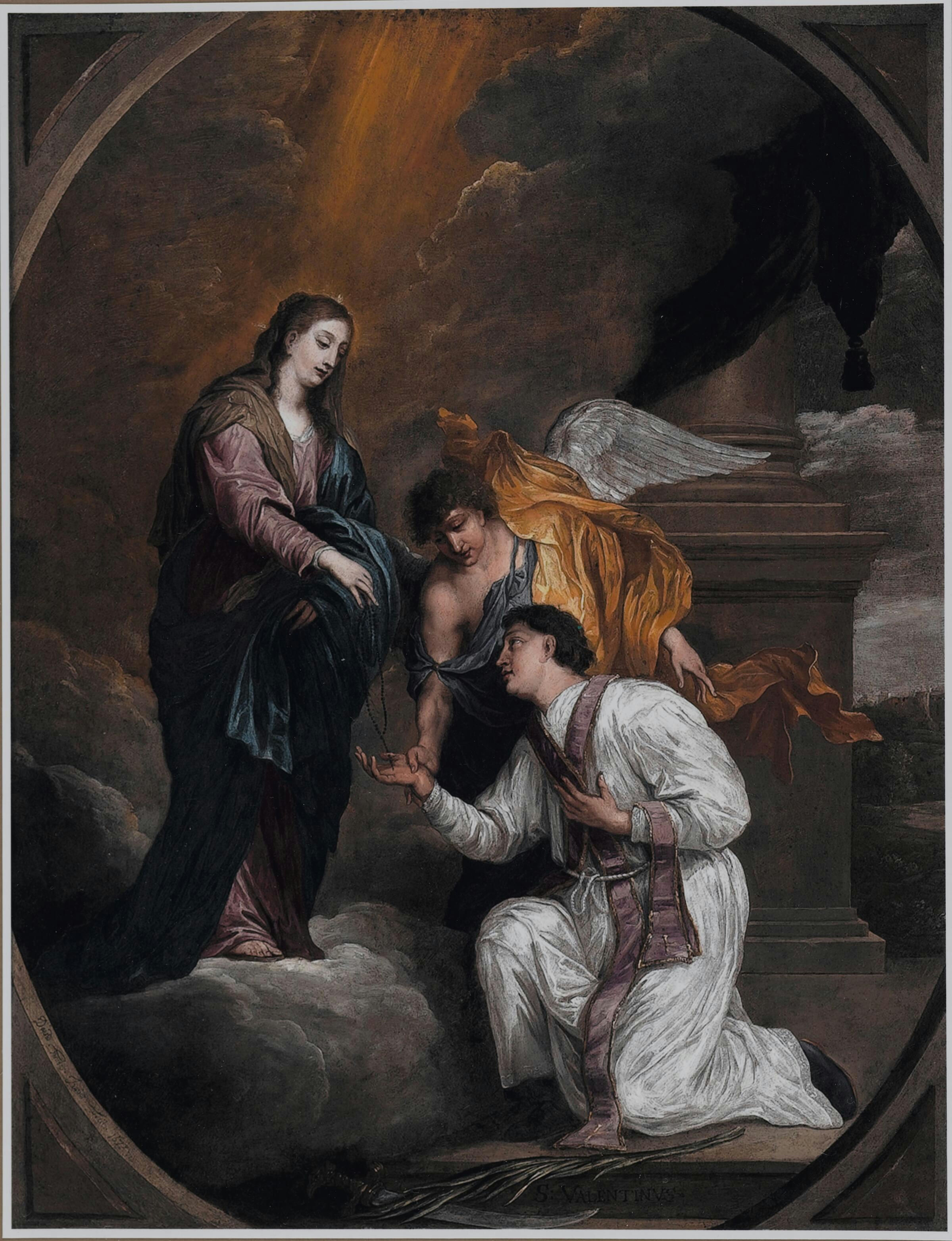
Święty Walenty odbierający różaniec z rąk Najświętszej Dziewicy, David Teniers, 1677 rok

Najważniejszym miejscem kultu św. Walentego jest bazylika jego imienia w Terni, na srebrnym relikwiarzu ze szczątkami patrona umieszczono inskrypcję "Święty Walenty patron miłości". Co roku w niedzielę poprzedzającą dzień 14 lutego, przybywają do bazyliki pary narzeczonych z całych Włoch i świata, w celu złożenia przyrzeczenia miłości. W roku 1997 list do par narzeczonych przesłał również Jan Paweł II, a jego przesłanie wyryto na marmurowej tablicy przy grobie świętego Walentego.
Kult św. Walentego najszybciej upowszechnił się na terenach południowo-wschodniej Polski, gdzie obrany został patronem Przemyśla i archidiecezji przemyskiej. Do Polski wraz z kultem św. Walentego trafiły również obchody walentynkowe przeniesione przez z osadników z Bawarii i Tyrolu. W parafiach Podkarpacia, które mają za patrona św. Walentego m.in. Futomie, Wiązownicy, Wysokiej i przed ołtarzem św. Walentego w Hoczwi świętuje się w tym dniu patrona uroczystości. W Wielichowie znajduje się słynący cudami wizerunek św. Walentego, przed którym odprawiana jest dziewięciodniowa nowenna przed dniem Jego wspomnienia. W całej Polsce imię Walenty nadawane jest na chrzcie od schyłku średniowiecza. Przed relikwiami świętego modlono się w Polsce podobnie jak w Niemczech o zdrowie.

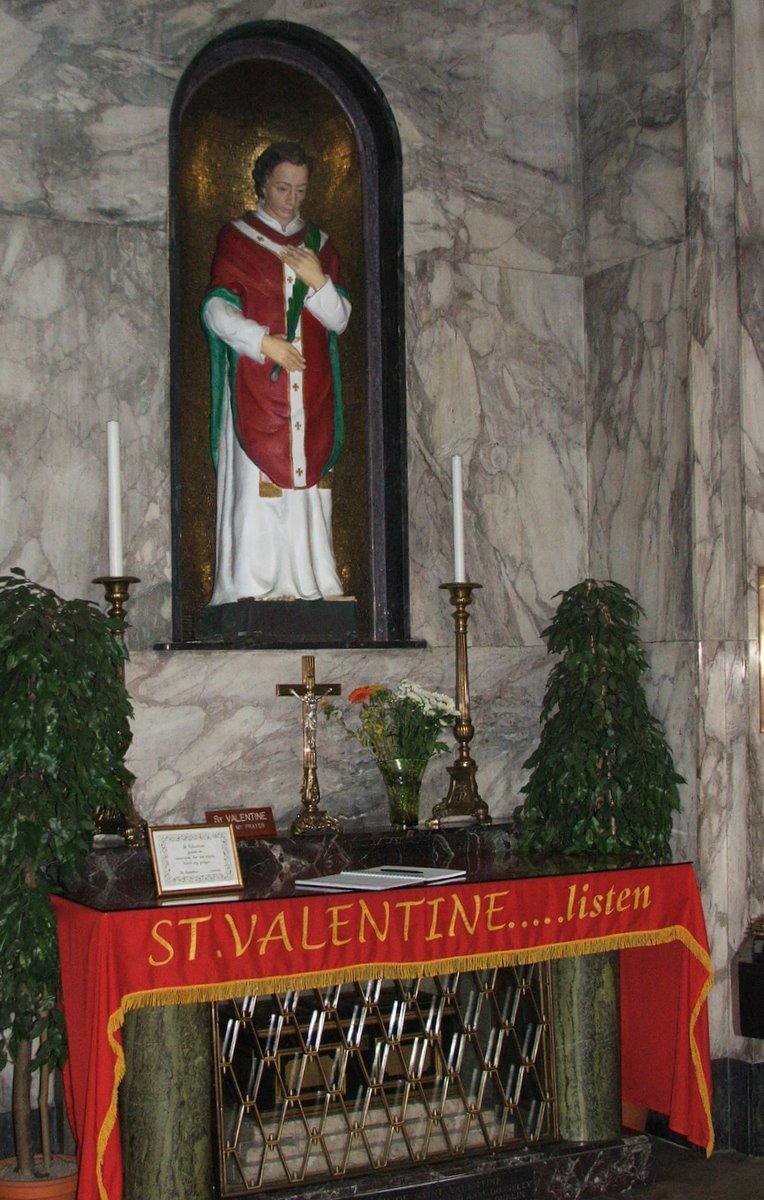
Ołtarz z relikwiami św. Walentego w kościele Karmelitów przy Whitefriar Street w Dublinie (Irlandia)

### Relikwie
- W kościele Nawiedzenia Najświętszej Marii Panny w Łączniku – relikwiarz z fragmentem kości św. Walentego.
- W Krobi, archidiecezja poznańska, znajduje się trumienka z relikwiami świętego.
- Relikwia świętego znajduje się również w szklanej gablocie na prawym ołtarzu kaplicy Świętych Relikwii klasztoru jasnogórskiego w Częstochowie, relikwiarz można oglądać w oktawę Wszystkich Świętych.
- Pozłacany relikwiarz z fragmentem kości św. Walentego można zobaczyć w Rudach Wielkich przy kaplicy cudownego obrazu Matki Boskiej Pokornej[29] w kościele mieszczącym się w Zespole Klasztorno-Pałacowym.
- Inna relikwia świętego, a dokładnie jak podaje ks. Jakub Fankidejski w pracy pt. „Obrazy cudowne i miejsca dzisiejszej diecezji chełmińskiej”, Pelplin 1880 – „jest to głowa świętego – właściwie nieznaczna cząstka, znajduje się w kościele Wniebowzięcia Najświętszej Maryi Panny w Chełmnie. Relikwie są umieszczone w puszce w kształcie regularnego ośmioboku. Puszka jest cała ze srebra, wysoka na jedną stopę, waży około trzy funty. U góry ma okrągłą pokrywę w kształcie kopuły, w której spoczywa relikwia i może być przez szkło widziana i całowana. Objętość ma ta relikwia około dwa palce”. Relikwia od dawna słynęła z cudów. Około 1630 roku Jadwiga z Czarnków Działyńska wraz z córką z wdzięczności za pomoc w uzdrowieniu za przyczyną św. Walentego kazała wykonać relikwiarz. Umieszczono również na nim napis: „Bogu w Trójcy Św. Jedynemu/ Św. Walentemu/ Męczennikowi/ Jadwiga z Czarnków Działyńska/ starościna bratyańska jasieniecka/ Za doznaną pomoc w chorobie/ Córki i swojej za przyczyną/ Św. Walentego Męczennika Chrystusowego / Ku czci tego Świętego/ Ten upominek ofiarują / D. 22 maja roku 1630”. Relikwiarz został wykonany w Toruniu przez Wilhelma de Lassensy. W roku 1715 w Farze chełmińskiej Księża misjonarze przeznaczyli św. Walentemu nowy osobny ołtarz. Istnieje on do dziś. Mieści się przy ołtarzu głównym, rozdzielając nawę główną od południowej. Obraz na nim przedstawia ścięcie tego męczennika. Według tradycji miał on być namalowany w Rzymie, lecz brak jest na to dowodów. Na ołtarzu tym w przeszłości wierni składali liczne srebrne wota za uzyskane łaski. W XVIII i XIX wieku relikwie św. Walentego były związane z kościołem św. Ducha. Czczono je podczas dwóch odpustów. Pierwszy przypadał właśnie na dzień 14 lutego. W wigilię tego odpustu przenoszono relikwiarz głowy św. Walentego z Fary do kościoła św. Ducha, gdzie był wystawiany u wielkiego ołtarza. Wierni śpiewali pieśni i odmawiali litanie do św. Walentego. Wiele osób przynosiło również dary. Jeden z księży podawał relikwiarz do ucałowania. Natomiast od samego rana 14 lutego w kościele św. Ducha odbywało się kilka Mszy św., między innymi wotywa z wystawieniem oraz nieszpory, podczas których również można było ucałować szczątki męczennika. Całość uroczystości kończyła procesja z kościoła św. Duch do Fary. Drugi odpust przypadał na drugi dzień Zielonych Świątek. Wierni uczestniczący w tych uroczystościach dostępowali odpustu zupełnego.
- Relikwie świętego znajdują się również w Lublinie w dwóch kościołach: Nawrócenia świętego Pawła i św. Mikołaja[30].
- W sanktuarium św. Walentego w Bieruniu.
- W kościele św. Katarzyny w Grodzisku.
- W kościele św. Walentego w Kłocku.
- Relikwie znajdują się również w Urazie w woj. dolnośląskim, gmina Oborniki Śląskie w kościele św. Michała Archanioła.
- Relikwie św. Walentego znajdują się w kościele pw. Matki Bożej Różańcowej w Sławatyczach, w bocznym ołtarzu. Umieszczony jest w nim także obraz świętego uzdrawiającego dziecko, datowany na początek XVIII w. i przywieziony do miejscowości z Włoch przez członków rodu Radziwiłłów. Do relikwii przybywają wierni z prośbą o pomoc i uzdrowienie. 14 lutego jest w Sławatyczach dniem odpustu parafialnego.

Poza Polską relikwie św. Walentego znajdują się m.in. :
- w Samborze na Ukrainie w cerkwi Narodzenia NMP,
- w kościele Karmelitów przy Whitefriar Street[31] w Dublinie,
- w bazylice Santa Maria in Cosmedin w Rzymie, gdzie w jednym z bocznych ołtarzy w szklanej skrzyni można zobaczyć czaszkę świętego przystrojoną kwiatami[32],
- domniemane relikwie świętego znajdują również w Roquemaure w południowej Francji,
- w katedrze św. Szczepana w Wiedniu w Austrii,
- w Balzan na Malcie,
- w Glasgow w Szkocji,
- w Birmingham w Anglii.

## Rekonstrukcja twarzy
W lutym 2017 roku Cicero Moraes zrekonstruował twarz świętego Walentego z czaszki pochodzącej sprzed 1700 lat, przechowywanej bazylice Santa Maria in Cosmedin w Rzymie.